# Valdemorillo
Valdemorillo − miasto w Hiszpanii we wspólnocie autonomicznej Madryt, 42 km na zachód od stolicy. W 1628 r. Filip IV nadał miastu prawa miejskie. Valdemorillo jest jednym z największych dostawców wody pitnej we Wspólnocie Madrytu. W tym mieście znajduje się część zbiornika Valmayor, który zalewa również gminy El Escorial i Colmenarejo. Jest to drugi zbiornik o największej pojemności w regionie Madrytu, po El Atazar.

## Atrakcje turystyczne
- Kościół Matki Bożej Wniebowzięcia z XVI wieku
- Zabytkowa fabryka szkła i porcelany